# Димитър Цанчев
Димитър Цанчев Цанчев е европейски дипломат, посланик, ръководител на Делегацията на Европейския съюз в Държавата Израел.
Дългогодишен кариерен дипломат, той е заемал различни длъжности в българската дипломатическа служба - постоянен представител на България в ЕС, председател на КОРЕПЕР II – Комитета на постоянните представители на държавите членки на Европейския съюз (1 януари-30 юни 2018 г.) и дойен на КОРЕПЕР II (2017-2021 г.), посланик на България в Израел (2008-2010 г.)  и постоянен представител на България в ООН-Женева (2002-2005 г.), заместник-министър на външните работи на България (2010-2012 г.), съветник по външната политика на президента Петър Стоянов (2001-2002 г.) и говорител на Министерството на външните работи (2005-2008 г.).

## Биографични данни
Роден е на 28 септември 1966 г. в София. Син е на българския кинооператор Цанчо Цанчев. Майка му Лидия е потомка на едни от най-старите кореняшки родове в софийските квартали Горна баня и Бояна. Женен е за Станислава Цанчева. Имат син Константин и дъщеря Елена.

## Образование
Завършва със златен медал 9-а френска гимназия в София (1985), висше образование по специалностите „Арабистика“ (1992) – с пълно отличие и почетна грамота, и „Право“ – със специализация „Международно право и международни отношения“ (2002) в СУ „Св. Климент Охридски“ и Висшия курс на Европейския колеж по сигурност и отбрана в Брюксел (2006).
Специализирал е „Международни преговори и дипломатическа практика“ в Международния институт по публична администрация в Париж през 1995 г. Има специализации по „Председателство на международни срещи“, „Документация на ООН“ и „Преговорни умения“ в Института на ООН за обучение и изследвания (United Nations Institute for Training and Research, UNITAR) в Женева през 2004 – 2005 г.

## Професионална дейност
Дипломатическа кариера
- от септември 2021 г.: посланик, ръководител на Делегацията на Европейския съюз в Държавата Израел.
- 2012 – 2021: посланик, постоянен представител на България към Европейския съюз[3]
- 2010 – 2012: заместник-министър на външните работи, председател на Националната комисия за ЮНЕСКО
- 2008 – 2010: извънреден и пълномощен посланик на България в Държавата Израел[4]
- 2005 – 2008: говорител на Министерството на външните работи на Република България (МВнР)
- 2005: началник отдел „НАТО и Европейска политика за сигурност и отбрана“ в МВнР
- 2002 – 2005: посланик, постоянен представител на България в Службата на ООН и другите международни организации в Женева[5]
- 2001 – 2002: съветник по външната политика на президента Петър Стоянов
- 1999 – 2001: началник на управление „Близък изток и Северна Африка“ в МВнР
- 1996 – 1999: заместник-ръководител на мисия, завеждащ политическата секция в българското посолство в Тел Авив
- 1993 – 1996: референт за Ирак и страните от Персийския залив в МВнР
- 1992 – 1993: редактор в Българското национално радио

Длъжности в международните организации
- Заместник-председател на Управителния съвет на Компенсационната комисия на ООН (2002 – 2004 г.).[6]
- Председател на Съвета за търговия и развитие на Конференцията на ООН за търговия и развитие (UNCTAD) (2002 – 2003 г.)[7]
- Председател на Координационния съвет на Световната организация за интелектуална собственост WIPO (2003 – 2004 г.)[8]
- Председател на V конференция на страните-членки на Конвенцията за конвенционалните оръжия (2003 г.).[9]
- Член на Съвета на Женевския център за политика на сигурност GCSP (2002 – 2005 г.).[10]
- Член на Съвета на Центъра за демократичен контрол на въоръжените сили DECAF в Женева (2003 – 2005 г.).[11]